# Giselle Policarpo
Giselle Policarpo, nome artístico de Giselle Figueiras de Sousa (Niterói, 24 de junho de 1981), é uma pastora evangélica e ex-atriz brasileira. Destacou-se como Duda em Malhação e Cléo na trilogia Os Mutantes.

## Carreira
Começou a carreira muito jovem e, aos onze anos, estreou no teatro participando da peça Pollyana. e depois em sua primeira aparição na Tv no programa Escolinha do Professor Raimundo numa cena com o ator Chico Anysio. Aos 15, em 1997, atuou em sua primeira telenovela, Zazá, estrelada por Fernanda Montenegro. Fez três novelas na TV Globo; além de Zazá, Mulheres Apaixonadas (2003), de Manoel Carlos, como a personagem Elisa, e Malhação (1998/1999/2000), como a personagem Eduarda Quaresma, funcionária do Guacamole. Após Malhação, começou sua carreira no cinema no longa Rede de Ilusões de Abanis Filho, depois de lançado nos cinemas, o longa virou minissérie exibida pelo canal Multishow, curta-metragem Destinos de Cecília Delcourt e Loucuras A Dois de André Prado. Entrou em turnê com as peças Beijos de Verão, de Domingos de Oliveira, Jovens casais problemas atuais, Batendo a Real, de Gustavo Reiz, na qual a atriz interpretou 7 personagens diferentes,entre outras. Atuou em 14 peças teatrais por todo Brasil.
Em 2005, contratada pelo SBT, atuou na novela Cristal, de Herval Rossano. Após a novela assinou com a Rede Record e entrou na novela Caminhos do Coração como a mutante Cléo e com o sucesso da personagem, permaneceu na trilogia do autor Tiago Santiago estendendo-se a três novelas consecutivas. Em 2010, participou de um projeto chamado Boladas um tipo de debate que será uma espécie de “Saia Justa” (programa feminino do canal pago GNT) evangélico, foram temas do programa assunto como drogas e sexo; liderado pela Pastora Priscila, com participação de outras famosas, é um projeto da Igreja Bola de Neve. No começo do ano de 2011, assinou contrato por mais 4 anos com a Rede Record e participaria da Novela Rebelde, porém foi substituida para não repetir par romântico com o ator Rocco Pitanga com quem já havia sido par recentemente. Em 2013, participou do especial de fim de ano da Rede Record, PaPePiPoPu. Em 2015, atuou na minissérie Milagres de Jesus interpretando Lota no Episódio: "O Endemoniado Cego e Mudo". Após isto, Giselle se tornou pastora na igreja evangélica que frequentava e acabou se afastando da atuação.

## Vida pessoal
Namorou o ator Bruno Ferrari enquanto atuavam na peça Beijos de Verão de 2003 a 2004. Em 2006, namorou o modelo Rafel Fieri.
Está casada desde 2009 com o arquiteto Rocini Tavares. A atriz é evangélica e começou o romance por conta de serem freqüentadores da igreja Bola de Neve, através do ator Guilherme Berenguer.
Em 2020, a atriz virou missionária. Ela e seu marido, Rocini, foram chamados para liderar a igreja Bola de Neve de Nova Friburgo. Em maio, Giselle anunciou estar grávida de seu primeiro filho, João.

## Filmografia

### Televisão
| Ano       | Título                          | Personagem                      | Notas                                 |
| --------- | ------------------------------- | ------------------------------- | ------------------------------------- |
| 1993      | Escolinha do Professor Raimundo | Gardeninha                      | Episódio: "12 de outubro"             |
| 1997      | Zazá                            | Clara Dumont (Clarinha)         |                                       |
| 1998–2001 | Malhação                        | Eduarda Quaresma (Duda)         | Temporadas 5–7                        |
| 2002      | Rede de Ilusões                 | Amanda                          |                                       |
| 2003      | Mulheres Apaixonadas            | Elisa Sampaio Vianna (Elisinha) |                                       |
| 2006      | Cristal                         | Carmelina Alves (Lina)          |                                       |
| 2007      | Caminhos do Coração             | Cléo Mayer                      |                                       |
| 2008      | Os Mutantes                     | Cléo Mayer                      |                                       |
| 2009      | Promessas de Amor               | Cléo Mayer                      |                                       |
| 2013      | Pa Pe Pi Po Pu                  | Namorada de Mégacles            | Especial de fim de ano                |
| 2015      | Milagres de Jesus               | Lota                            | Episódio: "O Endemoniado Cego e Mudo" |

### Cinema
| Ano  | Título          | Personagem | Nota           |
| ---- | --------------- | ---------- | -------------- |
| 2001 | Rede de Ilusões | Amanda     |                |
| 2002 | Destinos        | Lili       | Curta-metragem |
| 2004 | Loucuras a Dois | Carla      |                |

## Teatro
| Ano     | Título                          | Personagem       |
| ------- | ------------------------------- | ---------------- |
| 1992    | Pollyana                        | Pollyana         |
| 1993–94 | A República das Saúvas          | Geovana          |
| 2000–01 | Batendo a Real                  | Sete personagens |
| 2002    | Adoro Crises                    |                  |
| 2003    | Antígona, O Nordeste quer falar | Antígona         |
| 2003–05 | Beijos de Verão                 | Clara            |
| 2005    | Indigo & Blues                  |                  |
| 2006    | Flor Mais Linda                 |                  |
| 2006    | Preciso dizer que Te Amo        | Isadora          |
| 2007    | Jovens Casais, Problemas Atuais | Lana             |

## Prêmios e indicações
| Ano  | Prêmio                                   | Categoria | Trabalho                   | Resultado | Ref    |
| ---- | ---------------------------------------- | --------- | -------------------------- | --------- | ------ |
| 2012 | Troféu Inspiração do Amanhã              | Homenagem | Carreira no Teatro         | Venceu    | [ 17 ] |
| 2017 | Medalha Notório Saber Cultural - FEBACLA | Homenagem | Carreira na Arte e Cultura | Venceu    | [ 18 ] |